# Styloleptus darlingtoni
Styloleptus darlingtoni es una especie de escarabajo longicornio del género Styloleptus, tribu Acanthocinini, subfamilia Lamiinae. Fue descrita científicamente por Fisher en 1942.

## Descripción
Mide 4 milímetros de longitud.

## Distribución
Se distribuye por Jamaica.